# Jaroslav Lobkowicz
Jaroslav František z Lobkowicz (* 16. srpna 1942 Plzeň) je český šlechtic a hlava rodu Lobkoviců, 14. kníže z Lobkovic a 8. vévoda roudnický, restituent zámku Křimice. Působí jako podnikatel a politik, v letech 1998 až 2006 a opět 2010 až 2017 poslanec Poslanecké sněmovny PČR, nejprve za KDU-ČSL, později za TOP 09.

## Osobní život
Narodil se 16. srpna 1942 v Plzni do šlechtického rodu Lobkowiczů jako Jaroslav František z Assisi Klemens Alois Gabriel Eleonnora Josef Antonín Jan Bosco Jáchym Felix Maria 14. kníže z Lobkowicz. Protektorátní úřady sice v roce 1939 zrušily prvorepublikový zákon č. 61/1918 Sb., kterým bylo zrušeno šlechtictví a šlechtické tituly, ale ústavní dekret o obnovení právního pořádku zrušení tohoto zákona v roce 1945 anuloval (jako od počátku neplatné); na jeho šlechtictví a tituly je tedy třeba v souladu se zákonem č. 61/1918 Sb. nahlížet jako na zrušené. 
Jeho rodiči byli Jaroslav Claude z Lobkowicz (1910–1985) a jeho manželka Gabriela Marie z Korff-Schmising-Kerssenbrocku (1917–2008). Jeho bratr František (1948–2022) byl biskupem ostravsko-opavské diecéze, bratr Filip Zdeněk (* 1954) je opatem kláštera v Teplé a sestra Marie Polyxena (* 1941), provdaná hraběnka Czerninová je pedagožka. Jeho dědeček Jaroslav Lobkowicz (1877–1953) podporoval roku 1918 akci T. G. Masaryk a 20. prosince jej doprovázel v jeho vlaku při triumfálním návratu do vlasti.
Jaroslav František nemohl z kádrových důvodů vystudovat vysokou školu, proto se vyučil opravářem televizorů v Kutné Hoře. Maturitu složil v roce 1959. Po dvou letech povinné základní vojenské služby, kde zastával pozici radista a byl povýšen na svobodníka, pracoval v Televizní službě v Plzni. Při zaměstnání studoval večerně elektrotechnickou fakultu v Plzni.
V roce 1968 se odstěhoval do Mnichova. Žil tam legálně, získal vystěhovalecký pas. Vystudoval elektrotechniku na Technické univerzitě v Mnichově, studium ukončil v roce 1972 a následně pracoval u firmy Siemens.

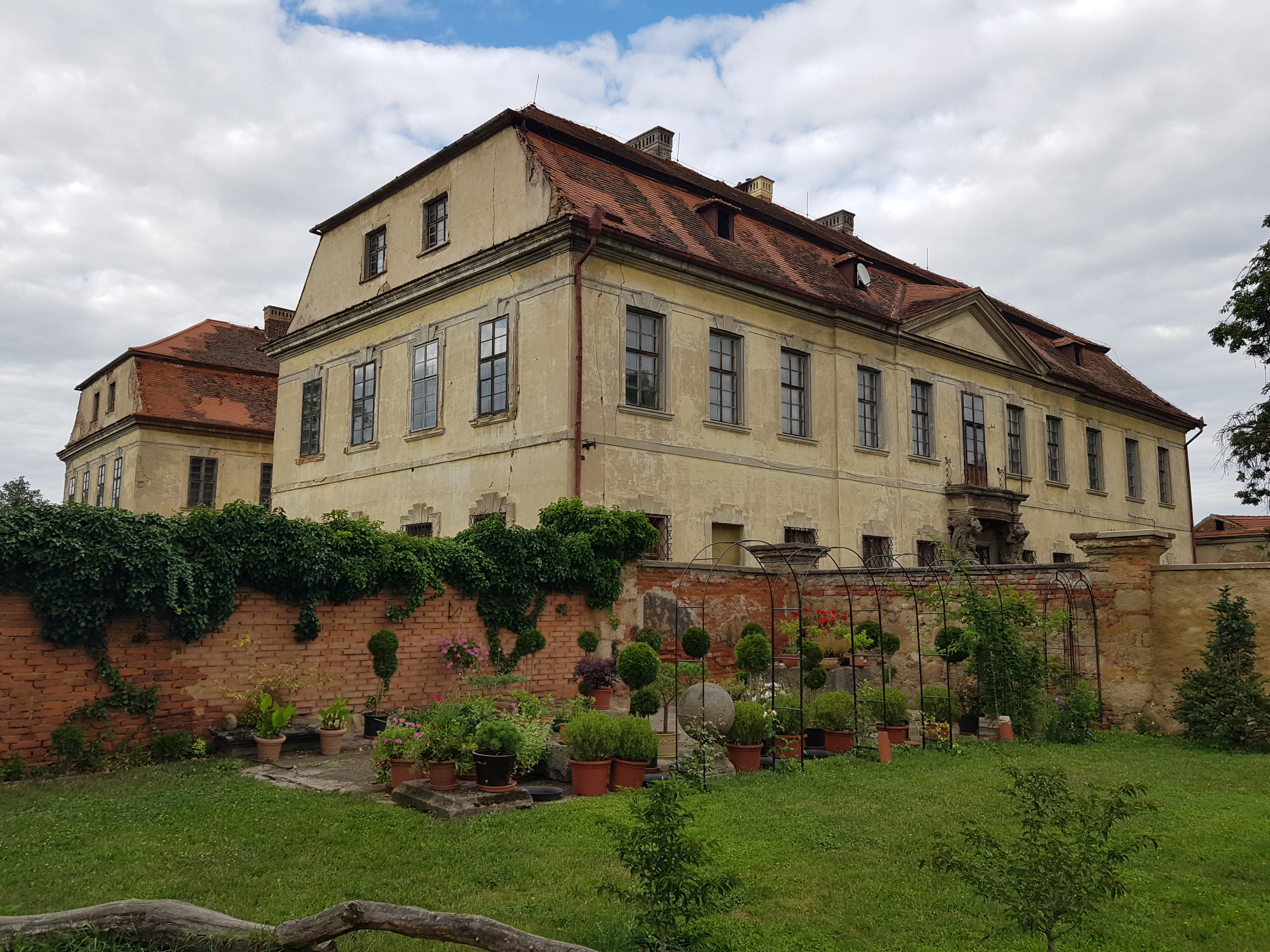
Zámek Křimice

Po sametové revoluci v roce 1989 mu byl v restitucích navrácen rozsáhlý rodinný majetek v Křimicích, kde podnikal v zemědělství a potravinářství. K navrácenému majetku patřil zámek v Křimicích, 450 hektarů lesa a sladovna.
Je předsedou Francouzské aliance v Plzni. Hovoří německy, francouzsky a anglicky.

### Rodina
Dne 29. července 1971 se v Chevry-en-Sereine oženil s Elisabeth de Vienne (* 25. 8. 1947 Paříž), dcerou Guye de Vienne a Genevieve Mouchet de Battefort de Laubespin. Narodili se jim tři synové. Nejstarší syn Vladimír v roce 2012 převzal vedení rodinného majetku. Syn Jaroslav vstoupil do kněžského řádu a žije v Paříži. Nejmladší syn Filip pracuje v bankovnictví ve Frankfurtu nad Mohanem.

## Politická kariéra
Od roku 1990 byl členem KDU-ČSL. V komunálních volbách roku 1994 a komunálních volbách roku 1998 byl za KDU-ČSL zvolen do zastupitelstva města Plzeň. Po roce 1994 byl i členem Rady města Plzně a předsedou Komise pro partnerské vztahy. Členem Zastupitelstva města Plzně byl i po komunálních volbách roku 1998.
Ve volbách v roce 1998 byl zvolen do poslanecké sněmovny za KDU-ČSL (volební obvod Západočeský kraj). Byl členem sněmovního výboru pro evropskou integraci a zemědělského výboru. Mandát obhájil ve volbách v roce 2002. Po nich byl nadále členem výboru pro evropskou integraci (později oficiálně výbor pro evropské záležitosti) a působil jako místopředseda petičního výboru. Ve sněmovně setrval do voleb v roce 2006. V roce 2009 vstoupil do nově vzniklé politické strany TOP 09. Do dolní komory parlamentu se vrátil po čtyřleté přestávce ve volbách v roce 2010, nyní již jako člen TOP 09. Byl místopředsedou výboru pro evropské záležitosti a členem zemědělského výboru. Svůj mandát obhájil i ve volbách do Poslanecké sněmovny v roce 2013. Díky preferenčním hlasům postoupil z druhého místa kandidátky na první místo. Ve volbách do Poslanecké sněmovny PČR v roce 2017 již nekandidoval.
Od května do července 2004 byl kooptovaným poslancem Evropského parlamentu.
Byl aktivní i v regionální politice. V krajských volbách roku 2004 a znovu v krajských volbách roku 2008 byl zvolen do Zastupitelstva Plzeňského kraje za KDU-ČSL.
V senátních volbách roku 1996 a znovu v senátních volbách roku 2006 neúspěšně kandidoval do Senátu za senátní obvod č. 11 – Domažlice, když obdržel 14,00 % (1996) resp. 10,96 % hlasů (2006). V senátních volbách roku 2012 byl kandidátem TOP 09 za senátní obvod č. 8 – Rokycany. Získal 13,03 % hlasů a nepostoupil do 2. kola.
V lednu 2018 se znovu vrátil do zastupitelstva Plzeňského kraje, tentokrát za TOP 09, jelikož na svůj mandát rezignoval jeho stranický kolega Jiří Pospíšil. Lobkowicz totiž za TOP 09 kandidoval v krajských volbách v roce 2016. Na kandidátce původně figuroval na 17. místě, vlivem preferenčních hlasů ale skončil jako první náhradník. Ve volbách v roce 2020 již nekandidoval.